# Medaile Za bojové zásluhy
Medaile Za bojové zásluhy (Меда́ль «За боевы́е заслу́ги») byla sovětská medaile, která byla zřízena výnosem prezídia Nejvyššího sovětu SSSR ze dne 17. října 1938. Podle stanov a jejich doplňků byla určena příslušníkům mužstva, poddůstojníkům a důstojníkům Sovětské armády, vojenského námořnictva, pohraničních a vnitřních vojsk, jakož i jiným občanům Sovětského svazu, kteří mistrnými, iniciativními a smělými činy přispěli k úspěšnému splnění bojových úkolů vojenských jednotek. Dále se udělovala za odvahu projevenou při ochraně státních hranic SSSR, za vynikající úspěchy v bojové a politické přípravě, zvládnutí nové bojové techniky, udržení vysoké bojové připravenosti vojenských jednotek a za další zásluhy. Mohli jí být vyznamenáni i cizinci. Nosí se na levé straně prsou.
Medaile je ze stříbra ryzosti 925/1000 o průměru 31 mm. V horní části lícní strany jsou rudě smaltovaná písmena  „CCCP“ (SSSR), pod nimi je třířádkový nápis „ЗА БОЕВЫЕ ЗАСЛУГИ“ (Za bojové zásluhy), dolní část je vyplněna reliéfem střížení pušky a šavle. Rubová strane medaile je hladká. Stuha medaile na kolodce je šedé barvy 24 mm široké s 2 mm silným žluhým proužkem. Původní upevnění medaile bylo na malé obdélné rudé stužce upevněné šroubem. Tento typ se používal v letech 1938–1943. Tímto způsobem bylo uděleno 480.000 kusů medaile.
U všech medailí udělených do ledna 1947 je na rubu vyraženo matriční číslo, mladší medaile jsou již bez čísla. Poslední udělená medaile s matričním číslem je kus 3.207.501. Celkem bylo do zániku Sovětského svazu uděleno 5.210.078 těchto medailí.